# Columba pollenii
Columba pollenii là một loài chim trong họ Columbidae.